# آلن کاکس (بازیکن فوتبال)
آلن کاکس (انگلیسی: Alan Cox؛ ۴ سپتامبر ۱۹۲۰ – ۱۹۹۳ (۷۲−۷۳ سال)) بازیکن فوتبال اهل بریتانیا بود.
از باشگاه‌هایی که در آن بازی کرده‌است می‌توان به باشگاه فوتبال ترانمره راورز اشاره کرد.